# Der Garten Eden (Roman)
Der Garten Eden (The Garden of Eden) ist ein 1986 postum veröffentlichter, unvollendeter Roman des US-amerikanischen Schriftstellers Ernest Hemingway (1899–1961). 

## Entstehung
Der Autor hatte den Roman im Frühjahr 1948 begonnen, jedoch nie zu seiner Zufriedenheit fertigstellen können. Tom Jenks, ein Lektor bei Hemingways Verlag Charles Scribner’s Sons, erarbeitete aus verschiedenen Manuskripten Hemingways die veröffentlichte Fassung.  Der semiautobiographische Roman handelt von den Schreib- und Beziehungsproblemen eines Schriftstellers namens David Bourne. Die deutsche Übersetzung der erstmals 1987 im Rowohlt Verlag erschienenen Ausgabe stammt von Werner Schmitz.

## Handlung

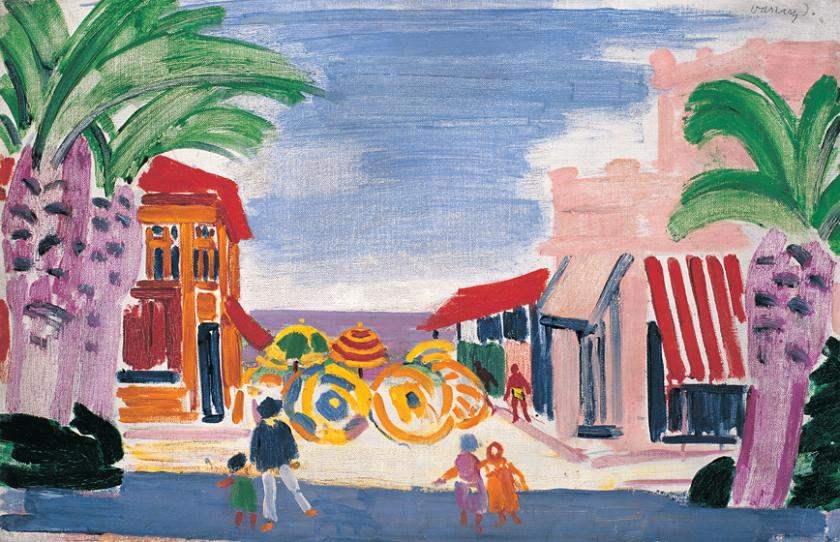
Küste mit Palmen (Côte d’Azur) von János Vaszary, späte 1920er Jahre

In den 1920er Jahren verbringen die frisch vermählten US-Amerikaner David und Catherine Bourne ihre Flitterwochen in der Camargue, an der Côte d’Azur und der spanischen Atlantikküste. Sie sind sich in ihrem Aussehen sehr ähnlich und werden schon mal für Geschwister gehalten – für Bruder und Schwester, doch Catherine reizt der Gedanke, als Davids Bruder durchzugehen. Ihr gefällt das Spiel mit ihrer sexuellen Identität und auch das Aufsehen, das sie mit ihren eigens angefertigten Hosen erregt. Um einander ähnlicher zu werden, schneiden und färben sich die beiden auf Catherines Wunsch die Haare, und auch David bemerkt, dass ihm das gefällt.
David ist Schriftsteller, doch Catherine ist eifersüchtig auf seine Arbeit und kann mit seinem Erfolg nicht umgehen. Der einzige Gegenstand, der es wert sei, dass über ihn geschrieben werde, sei ihr gemeinsames Leben und ihre Flitterwochen. Weil David besser schreiben kann, wenn er für sich ist, sucht Catherine außerhalb der Hotels nach Unterhaltung. In Mandelieu-la-Napoule nahe Cannes lernen die Eheleute die junge Französin Marita kennen. Catherine bringt sie von einem ihrer Ausflüge wieder mit und freundet sich mit ihr an. In Nizza küssen sich die beiden Frauen, und als sie gemeinsam zu David zurückkehren, wünscht sich Catherine auch von David und Marita, dass sie einander küssen. Marita gesteht ihnen, dass sie sich in beide verliebt habe, und es entwickelt sich eine brüchige Dreiecksbeziehung, die die junge Ehe gefährdet.
Ohne vorherige Rücksprache mit David zeigt Catherine Marita dessen Geschichte über ihre Flitterwochen. David hält sie für beendet, doch Catherine möchte, dass er auch Marita hineinschreibt. Marita findet einen besseren Zugang zu Davids Arbeiten als Catherine und besonders zu einer Geschichte, in der er die Beziehung zu seinem Vater und ein gemeinsames Erlebnis auf der Elefantenjagd verarbeitet und die sein Denken und Schaffen immer mehr bestimmt. 
Eines Tages holt Catherine aus Davids Arbeitszimmer die Hefte mit den Stories sowie einen Stapel gesammelter Zeitungsausschnitte. Manuskripte und Ausschnitte verbrennt sie. Später verlässt sie das Hotel. David bleibt bei Marita und beginnt, die verlorenen Geschichten neu zu schreiben.

## Einordnung
Hemingway begann spätestens 1946 nach seiner Rückkehr aus Europa nach Kuba und der Heirat mit seiner vierten Ehefrau Mary Welsh mit der Arbeit an Der Garten Eden. In Briefen an seinen Freund Charles T. Lanham gibt es allerdings Hinweise darauf, dass er schon zuvor an einem Stoff über das geschlechtliche oder sexuelle (doppeldeutig, englisch: „sexual“) Ausprobieren geschrieben habe, den er schließlich in Der Garten Eden und Inseln im Strom verarbeitete. Hemingway arbeitete zunächst planlos, mit dem ständigen Gefühl, gegen seinen drohenden Tod anzuschreiben. Nach einem Jahr hatte der Entwurf tausend Seiten Umfang, und Hemingway legte ihn zur Seite, um sich anderen Arbeiten zu widmen. Angesichts seiner Suizidalität beendete er die erste Fassung 1950 mit einem provisorischen Ende. Material aus dieser Fassung verwendete er unter anderem in Über den Fluss und in die Wälder.
Erst 1958 begann Hemingway wieder an Der Garten Eden zu schreiben, zu einer Zeit, in der er unter Kopfschmerzen, Depressionen und der Trauer um Verstorbene litt. Am Ende seines Lebens besann er sich auf seine Anfänge als Schriftsteller und Ehemann. Hemingway beschrieb das Thema des Romans einmal als „die Glückseligkeit des Gartens, die der Mensch verlieren muss“, ein Thema, das er schon in Fiesta, in In einem andern Land und in Wem die Stunde schlägt bearbeitet hatte beziehungsweise noch bearbeiten würde. Doch anders als in seinen früheren Werken versuchen seine Figuren nicht mehr, diesen Verlust zu leugnen, sondern seine Unvermeidbarkeit zu akzeptieren. In die neue Fassung arbeitete er die Erfahrungen aus seiner Ehe mit Mary Welsh und seiner zweiten Safari mit hinein und revidierte die Geschichte schließlich noch ein drittes Mal.
Nach Hemingways Tod übergab Mary Welsh die drei Manuskripte Hemingways Verlag Charles Scribner’s Sons. Verschiedene Lektoren, darunter der damalige Verlagsleiter Charles Scribner IV., scheiterten an dem Versuch, ein zufriedenstellendes Ergebnis zu erzielen. Zwanzig Jahre später erarbeitete Scribner-Lektor Tom Jenks die heutige Fassung, kürzte sie auf etwa ein Drittel des Originals und strich unter anderem ein zweites Ehepaar heraus, den Maler Nick Sheldon und seine Frau Barbara, deren Beziehung wohl die der Bournes spiegeln sollte. Im provisorischen Ende der ersten Fassung, das Hemingway selbst gestrichen hatte, waren außerdem Catherines Rückkehr aus einer Psychiatrie und ein Selbstmord-Pakt vorgesehen. Es gibt keine Hinweise darauf, dass Hemingway jemals in Betracht zog, die Geschichte wie in Jenks’ Fassung mit David Bournes Absicht zu beenden, seine Geschichten neu zu schreiben.
In ihrer Dissertation an der University of Massachusetts Amherst argumentiert Susan M. Seitz, die Nachbearbeitungen an Hemingways posthum veröffentlichten Romanen hätten diese dem bekannten Hemingway-Kanon angepasst, seine späten thematischen und stilistischen Experimente fänden keinen Ausdruck. Sie bemerke in Hemingways Spätwerk eine Neubetrachtung der Beziehungen zwischen Frauen und Männern und ein Interesse für Androgynie und vertauschte Geschlechterrollen. Hemingway bewege sich weg von seiner ursprünglichen, düsteren Thematik der Vertreibung aus dem Paradies hin zu einem künstlerischen Widerstand gegen klassische Geschlechterrollen, schreibt Mark Spilka in Hemingway’s Quarrel with Androgyny. Lektor Tom Jenks kommentierte, das Thema der Bisexualität zeige eine Zärtlichkeit und Verletzlichkeit Hemingways, die für gewöhnlich verborgen lagen unter dem Bild, das die Öffentlichkeit von ihm hatte. E. L. Doctorow kritisiert allerdings die naive Voraussetzung des Romans, Catherine Bournes sexuelle Phantasien seien Ausdruck von Wahnsinn.
Der Garten Eden zeigt Inspirationen durch den Roman Zärtlich ist die Nacht von F. Scott Fitzgerald, einem Freund Hemingways. Fitzgerald schildert ebenfalls eine unglückliche Dreiecksbeziehung zwischen einem amerikanischen Ehepaar an der Côte d’Azur und einer Europäerin. Die semiautobiographische Handlung von Der Garten Eden basiert allerdings vor allem auf Hemingways Flitterwochen mit seiner zweiten Ehefrau Pauline Pfeiffer in Le Grau-du-Roi im Mai 1927. Wie Hemingway mit Fiesta hat auch Romanfigur David Bourne zuvor einen erfolgreichen Roman veröffentlicht und dann geheiratet. Hemingway-Biograph Carlos Baker beschreibt The Garden of Eden als eine experimentelle Verbindung von Gegenwart und Vergangenheit, mit erstaunlichen Anstößigkeiten, beruhend auf Hemingways Erinnerungen an seine erste und zweite Ehe. Hemingway hatte im Sommer 1926 mit beiden Frauen gelebt, die – anders als im Roman – beide älter waren als er. Über diese Zeit schrieb er in Paris – Ein Fest fürs Leben:

“[…] we had already been infiltrated by another rich using the oldest trick there is. It is that an unmarried young woman becomes the temporary best friend of another young woman who is married, goes to live with the husband and wife and then unknowingly, innocently and unrelentingly sets out to marry the husband. […] The husband has two attractive girls around when he has finished work. One is new and strange and if he has bad luck he gets to love them both.”

„Wir waren schon von einer anderen Reichen infiltriert worden, mit dem ältesten Trick, den es gibt. Dem, dass eine unverheiratete junge Frau vorübergehend die beste Freundin einer anderen jungen Frau wird, die verheiratet ist, mit ihr und ihrem Ehemann lebt, und es dann, unbewusst, arglos und unnachgiebig darauf anlegt, den Ehemann zu heiraten. […] Der Ehemann hat nun zwei attraktive Mädchen im Haus, wenn er mit der Arbeit fertig ist. Eine von ihnen ist neu und fremd, und wenn er Pech hat, muss er sie beide lieben.“

Hemingway war 27 Jahre alt zu dieser Zeit. John Updike bezeichnet sie als traumatisch und schreibt, über seine Untreue würde Hemingway eine Reue und Trauer spüren wie niemals wieder über etwas Privates. Für ihn sei es der Herbst des Idylls gewesen, das Hadley und er sich in Österreich, Spanien und Paris geschaffen hatten. Hemingways Unschuld, die er sich bis in seine vierte Ehe bewahrt habe, habe es ihm schließlich ermöglicht, „von seinem Arbeitszimmer in Kuba durch all die Schlachten und Schlucke und die Presse und die Pannen hindurch in seine Jugend auf einem anderen Kontinent zu reichen und einen mythischen Stoff aus der Erkenntnis zu erschaffen, dass Sex kompliziert sein kann“. In Der Garten Eden und dem ebenfalls posthum erschienenen Paris – Ein Fest fürs Leben, zu dem Der Garten Eden als eine Art Fortsetzung gelesen werden kann, behandelt Hemingway zum ersten Mal in seiner schriftstellerischen Arbeit die Trauer, die der Verlust einer Liebe bedeutet, was als Ausdruck seiner persönlichen Suche nach einem Weg der versöhnlichen Bewältigung verstanden wird. Nach dem Tod Pauline Pfeiffers 1951 schrieb Hemingway an seinen Verleger:

“The wave of remembering has finally risen so that it has broken over the jetty that I built to protext the open roadsted of my heart and I have the full sorrow of Pauline's death with all the harbour scum of what caused it. I loved her very much for many years and the hell with her faults.”

„Die Welle des Erinnerns hat sich nun soweit erhoben, dass sie über die Mole brach, die ich baute, um die Reede meines Herzens zu schützen. Und mir bleibt die Trauer über Paulines Tod mit all dem Hafenschlamm, der ihn verursacht hat. Ich habe sie für viele Jahre sehr geliebt und – verdammt – auch mit ihren Fehlern.“

## Rezeption
In der Anthologie Hemingways the Garden of Eden: Twenty-Five Years of Criticism, einer Sammlung verschiedener Essays und Rezensionen zum Buch, wird Der Garten Eden als das kontroverseste literarische Werk Hemingways bezeichnet. John Updike zum Beispiel schreibt, es gäbe viele Gründe, dem Roman zu misstrauen: seinen banalen Titel, die Abwertung durch Hemingways Biographen Carlos Baker und das vierzig Jahre dauernde Fischen im Trüben seit der ersten Idee. Dennoch sei das Buch, so wie es jetzt vorliege, ein Wunder, ein neuer Blick auf die alte Magie, das nur wenig hinter der Befriedigung zurückbleibe, die ein zum Druck bestimmtes und vollendetes Buch beschert.
Hauptfigur David Bourne als ein innerlich verwundbarer Mann sei eine Kuriosität. Hemingway schreibe diesmal statt über einen Mann der Tat oder einen verletzten Mann der Gefühle über einen Schwächling, einen frustrierten Schriftsteller, passiv in seinem Umgang mit Frauen, bemerkt Michiko Kakutani. Er sei ein bemitleidenswert schwacher Mann, dessen Aufmerksamkeit heischende Aphorismen über Arbeit und Kunst bloß als Verteidigung seiner Fehler dienten. E. L. Doctorow findet diese Passivität interessant, bedauert aber, dass sie von Hemingway bis auf ihre mögliche Bedeutung für die schriftstellerische Arbeit nicht näher untersucht werde. Auch das Schreiben rehabilitiere David nicht. Die Geschichte um den Elefanten sei schlechter Hemingway-Stil, eine abgedroschene Bearbeitung des Initiationsriten-Themas, die zu ihrem eigenen Nachteil an William Faulkners Kurzgeschichte Der Bär erinnere. Auch Kakutani nennt sie „eine schwache Imitation Hemingways bester Afrika-Erzählungen“.
Doctorow sieht David Bourne als den jüngeren literarischen Bruder des impotenten Journalisten Jake Barnes aus Fiesta. Allerdings sei Davids Passivität nicht physischer Natur und daher schwerer zu erkennen. Er erinnere an die Figur Robert Cohns, der seine öffentliche Herabsetzung durch Frauen stumm erleidet und dafür von Jake Barnes verachtet wird. In Davids Charakter, der Großwildjagden ablehne, völlig der Macht der beiden Frauen unterliege, ohnmächtig vor der Versuchung sei und nicht in der Lage zu handeln, wenn es Not tue, liege der Grund für die Leblosigkeit des Romans. Seine Unfähigkeit, mit der Krise in seiner eigenen Beziehung umzugehen, passe nicht zu der Selbstsicherheit, mit der er mit den europäischen Kellnern, Zimmermädchen und Hoteliers umgehe. Doctorow spekuliert, David Bourne sei von Hemingway möglicherweise gar nicht als Hauptperson vorgesehen gewesen.
Während Kakutani schreibt, Catherine wirke wie eine ungestüme, kastrierende Männerhasserin und als wäre sie kurz davor, den Verstand zu verlieren, befindet Doctorow, nie habe Hemingway fundierter und feinfühliger über eine Frau geschrieben. Catherine sei möglicherweise die eindrücklichste Frau in Hemingways Werk, leibhaftiger und plastischer als Pilar in Wem die Stunde schlägt oder Brett Ashley in Fiesta. Eine brillante Frau, gefangen in ihrer stellvertretenden Teilhabe an der Kreativität eines anderen. Doctorow bezeichnet sie als die größte Leistung des Romans. Niemals zuvor habe es eine weibliche Figur gegeben, die derart eine Erzählung Hemingways dominiert. Sie allein sei Grund genug, das Buch begeistert zu lesen. Auch Updike schreibt, Catherines Verwandlung von einer sexuell gefügigen Eva in eine „beißende zerstörerische Hündin“ mache sie zu Hemingways interessantester Heldin und anders als die gemarterte Catherine Barkley in In einem andern Land tue sie Dinge, statt dass sie ihr angetan würden. Ähnlich Saul Bellows ungezähmten Frauenfiguren mache sie erst der Antagonismus leidenschaftlich und berauschend.
Doctorow erkennt hier deutliche Hinweise, dass im Roman etwas Hochinteressantes passiert: eine Öffnung im Bewusstsein Hemingways für Mitgefühl und einer weniger defensiven Perspektive auf die Realität. Diese Aufbereitung seines eigenen frühen Stoffes mit weniger Romanze und schriftstellerischer Bigotterie und dafür größerer Wahrhaftigkeit sei ein Beweis, dass sich Hemingway immer noch entwickelt habe. Dass er mit Der Garten Eden scheiterte, sei angesichts dessen egal. Catherine Bourne sei der Schlüssel zu dieser Entwicklung, eine direkte Nachfahrin von Margot Macomber und Frances Clyne (Fiesta), eine Art von Frau, die Hemingway zuvor nur verabscheut und verurteilt habe. Doch in Eden sei sie gewachsen, um in Hemingway Ansätze einer feministischen Perspektive anzuregen. Möglicherweise fälle Hemingway seine Urteile jetzt nachdenklicher.
Marita hingegen bekäme nicht genug Aufmerksamkeit vom Autor, schreibt Doctorow außerdem. Ihrer Bereitschaft, sich in eine fremde Ehe zu drängen und ihrem Zerbrechen anzudienen, fehle eine Erklärung. Sie bleibe farblos und meist unklar. Auch Updike findet, Maritas Wandlung von der abgehärteten Lesbe zur idealen Gefährtin, die Davids Texte und seinen Sex verehre und nur noch wolle, was er wolle, sei unglaubhaft. Kakutani schreibt, Marita bleibe selbst als Sexobjekt derart unbedeutend, dass sie ständig vor dem völligen Verschwinden zu stehen scheine.
Für Michiko Kakutani schrumpft Hemingways bekannter Schreibstil zu bloßem Manierismus. Er sei künstlich und gestellt, die Charaktere nur skizzenhaft umrissen und die Handlung abwechselnd statisch und jäh melodramatisch. Manchmal klinge Hemingway, als parodiere er sich selbst, und manchmal, als parodiere er Norman Mailer. Doctorow hingegen schreibt, einige Passagen zeigten die Stärke Hemingways früher Arbeiten: die Beschreibungen, wenn David Bourne einen Barsch fängt, oder wenn sie in La Napoule ins Meer hinaus schwimmen. Catherines fortschreitende psychische Störung mit ihren jähen Rückfällen in Zuneigung und Fügsamkeit bringen laut Updike einige von Hemingways beißendsten Dialogen hervor und einiges in Der Garten Eden seien dessen beste Seiten: wie der Elefant in seinen Tod trampelt, wie Catherine in den Wahnsinn hinein und wieder herauskippt, wie David in seinem Herzen seine Abschiede spricht.
Das „runde Fragment“ ließe den Leser mit einem besseren Gefühl zur Menschlichkeit des Autors und seines grundsätzlichen – wenn auch komplizierten – Verstandes zurück als alles andere, was nach seinem Tod veröffentlicht worden sei. Updike betont allerdings die Fragwürdigkeit des posthumen Publizierens von Werken, die der Autor zu seinen Lebzeiten nicht veröffentlichen wollte. Gerade bei Hemingway würden diese Veröffentlichungen eher dazu neigen, auf seine Psychopathologie als auf sein Talent aufmerksam zu machen. Zwischen dem Hinweis des Herausgebers, es seien „einige Kürzungen“ gemacht worden, und dem großen Umfang der ursprünglichen Manuskripte und dem geringen Umfang der Veröffentlichung bemerkt Updike durchaus eine Diskrepanz, die Doctorow unehrlich nennt. Updike zitiert aus einem Brief Hemingways:

“Writing that I do not wish to publish, you have no right to publish. I would no more do a thing like that to you than I would cheat a man at cards or rifle his desk or wastebasket or read his personal letters.”

„Du hast kein Recht, (von mir) Geschriebenes zu veröffentlichen, das ich nicht veröffentlichen möchte. Ich würde dir das genauso wenig antun, wie ich einen Mann beim Kartenspiel betrügen, seinen Tisch oder Papierkorb durchsuchen, oder seine Briefe lesen würde.“

Doctorow kritisiert die veröffentlichte Fassung als spärlichen, wenn nicht kärglichen Roman. Er verteidigt aber auch die Arbeit des Lektors, der nur Hemingways bekannte Stärken habe hervorheben können, während Hemingway selbst diese vielleicht noch überwinden wollte. Ähnlich argumentiert Updike: Die Lösung, für die sich die Lektoren entschieden hätten und die Hemingways alten Machismus bekräftige, sei im Vergleich mit der dunklen, sanften Kraft zu Beginn des Romans eine klägliche Lösung, vielleicht jedoch die einzige, die ihnen zur Verfügung stand. Updike lobt Tom Jenks’ Arbeit, dieses „Überbleibsel“ gebe dem Leser – anders als Hemingway bei seiner Arbeit daran – niemals das Gefühl, er würde sich in der Geschichte verlieren.
Umgekehrt bezweifelt Kakutani mit Blick auf die Entstehungsgeschichte der veröffentlichten Fassung, inwieweit Hemingway für die mangelnde Qualität Verantwortung trage. Doctorow schreibt, Der Garten Eden könne gar nicht das sein, das sich Hemingway in seinen ambitioniertesten Momenten vorgestellt habe, angesichts seines fünfzehn Jahre dauernden Kampfes mit diesem Buch. Er erkennt eine sehr leserliche Geschichte, die jedoch vermutlich nicht Hemingways Vorstellungen entspreche.
Für Kakutani ist Der Garten Eden ein schwaches, entbehrliches Buch. Sie beobachtet Hemingways Scheitern, aus seinen Figuren sympathische oder wiedererkennbare komplexe menschliche Wesen zu machen. Sie alle seien achtlose Narzissten, und es sei unmöglich, sich für sie zu interessieren. Doctorow spottet, der enttäuschte Leser müsse sich fragen, ob die eigentliche Leistung Hemingways früher Werke nicht möglicherweise die eines Reisenden gewesen sei, der den provinziellen amerikanischen Lesern beibrachte, welche Speisen sie bestellen, welche Getränke sie mögen und wie sie mit europäischen Bediensteten umgehen sollten. Der Leser müsse annehmen, dass dieser scharfsinnigste aller Autoren einen für ihn untypischen Fehler machte, als er keinen Krieg fand, der die Liebenden zerstören würde, und keinen anderen Kampf neben ihrem Sex, der ihr Überleben bedrohen könne. Der Ton feierlich ernster Selbstzuwendung steigere sich zu einer Ungeheuerlichkeit, die die 70.000 Wörter nicht rechtfertigen könnten.
Updike jedoch schreibt, Der Garten Eden würde dem Kanon nicht bloß einen weiteren Band hinzufügen, sondern ein neues Verständnis für Hemingways Sensibilität ermöglichen. Er konfrontiere sexuelle Intimität, Ehe und Androgynie mit einer vorsichtigen, jedoch gründlichen Zärtlichkeit, die für einen derart in maskulinen Werten und öffentlichen Gesten zufriedenen Mann Mut bedeute. Er bedauert jedoch, dass Hemingways Hemmungen oder die der Nachkriegszeit mehr Genauigkeit in Bezug auf Catherines und Davids Spiel mit ihrer geschlechtlichen und sexuellen Identität wohl verhindert hätten. Über Hemingway schreibt er: „Ihm ist es möglich, gerade ihm, der sich so hinter Durchsetzungskraft und Sachverstand versteckte, sexuelle Ambivalenz auszudrücken, seine feminine Seite zu streifen, die Verführbarkeit, vor der so lange nur sein Schreiben sicher war und einen freien Willen von Frauen heraufzubeschwören – wenn auch nur um ihn dann zu bannen.“

## Ausgaben
- The Garden of Eden. Charles Scribner’s Sons, New York 1986.
- Der Garten Eden. Aus dem Englischen von Werner Schmitz. Rowohlt, Reinbek bei Hamburg 1987, ISBN 3-498-02878-2.
- Der Garten Eden. Aus dem Englischen von Werner Schmitz. Aufbau-Verlag, Berlin, Weimar 1989, ISBN 3-351-01746-4.
- Der Garten Eden. Aus dem Englischen von Werner Schmitz. Rowohlt, Reinbek bei Hamburg 1999, ISBN 3-499-22606-5.

## Verfilmung
2008 wurde eine spanisch-US-amerikanische Verfilmung von Regisseur John Irvin und Drehbuchautor James Scott Linville beim Festa Del Cinema Di Roma (Filmfest Rom) uraufgeführt. Der Film, der seitdem aber nur in wenigen Ländern gezeigt wurde, ist als Drama und Thriller gekennzeichnet. Jack Huston spielt die Rolle des David Bourne, Mena Suvari die der Catherine und Caterina Murino die der Marita. Von Kritikern wurde der Film verrissen.

## Hörspiele
- 2013 – Der Garten Eden; Bearbeitung (Wort): Anja Herrenbrück; Regie: Anja Herrenbrück; Sprecher: Katharina Marie Schubert (Catherine Bourne), Ole Lagerpusch (David Bourne), Natalia Rudziewicz (Das Mädchen), Jef Bayonne (Kellner Andre), Nicola Fritzen (Barkeeper), Valentin Goj (David (Kind)), Katharina Palm (Madame Aurol), Alexander Radszun (Colonel Boyle); Produktion: Westdeutscher Rundfunk[25]